# Michael Yani
Michael Yani (* 31. prosince 1980, Singapur) je americký profesionální tenista singapurského původu. Ve své dosavadní kariéře na okruhu ATP World Tour nevyhrál žádný turnaj.
Na žebříčku ATP byl nejvýše ve dvouhře klasifikován v březnu 2010 na 143. místě a ve čtyřhře pak v květnu 2009 na 158. místě. K roku 2011 jej trénoval otec Edward Yani.